# ارتفاع‌سنجی بر پایه فشارسنجی در هوانوردی
ارتفاع سنجی بر پایه فشارسنجی در هوانوردی (QNH) گونه‌ای از ارتفاع سنجی بر پایه فشارسنجی است و روشی است برای تعیین ارتفاع در هوانوردی. این روش برای تعیین ارتفاع مطلق روشی غیردقیق است، ولی برای تعیین ارتفاع پرواز نسبت به دیگر هواگردها و تعیین سطح پرواز بسنده می‌باشد.
برای اندازه‌گیری فشار هوا روش‌های گوناگونی در هوانوردی به کار می‌رود که تا اندازه‌ای این روش‌ها با روش‌هایی که در هواشناسی به کار می‌روند تفاوت دارد.

## اصل اندازه‌گیری
ارتفاع سنج‌ها فشارسنج‌هایی هستند که فشار هوا را در شرایط استاندارد دما و فشار در ارتفاع مورد نظر نشان می‌دهند.
برای این که نابرابری فشار هوای محلی را که دائماً به وسیلهٔ مناطق پرفشار و کم فشار در اتمسفر پدید می‌آیند بتوان تصحیح کرد باید نشان صفر ارتفاع سنج بارومتریک به وسیلهٔ کاربر تغییر کند. تنظیم این نشان صفر و همچنین استانداردسازی اساسی فشارسنج با استناد بر جو استاندارد بین‌المللی پدید می‌آید که به وسیلهٔ مقررات فنی در همه جای جهان تعیین می‌گردد.
ارتفاع سنج نیاز به یک نقطه ورود برای فشار هوای ایستا، پورت ایستا دارد. این درگاه می‌تواند روی نقطهٔ بخصوصی از بدنه یا در لوله پیتو جای بگیرد. در هواگردهای بدون کابین فشار می‌توان یک نقطهٔ ورود رزرو در کابین کار گذاشت.